# لا فی
لا فی (به فرانسوی: La Faye) یک کمون در فرانسه است که در Canton of Villefagnan واقع شده‌است.

## خصوصیات
لا فی ۱۳٫۴۴ کیلومترمربع مساحت و ۶۰۴ نفر جمعیت دارد و ۱۳۴ متر بالاتر از سطح دریا واقع شده‌است.